# Saint-Michel-de-Double
Saint-Michel-de-Double là một xã, nằm ở tỉnh Dordogne vùng Aquitaine của Pháp. Xã này có diện tích 29,48 km², dân số năm 2004 là 278 người. Xã nằm ở khu vực có độ cao trung bình 105 m trên mực nước biển.

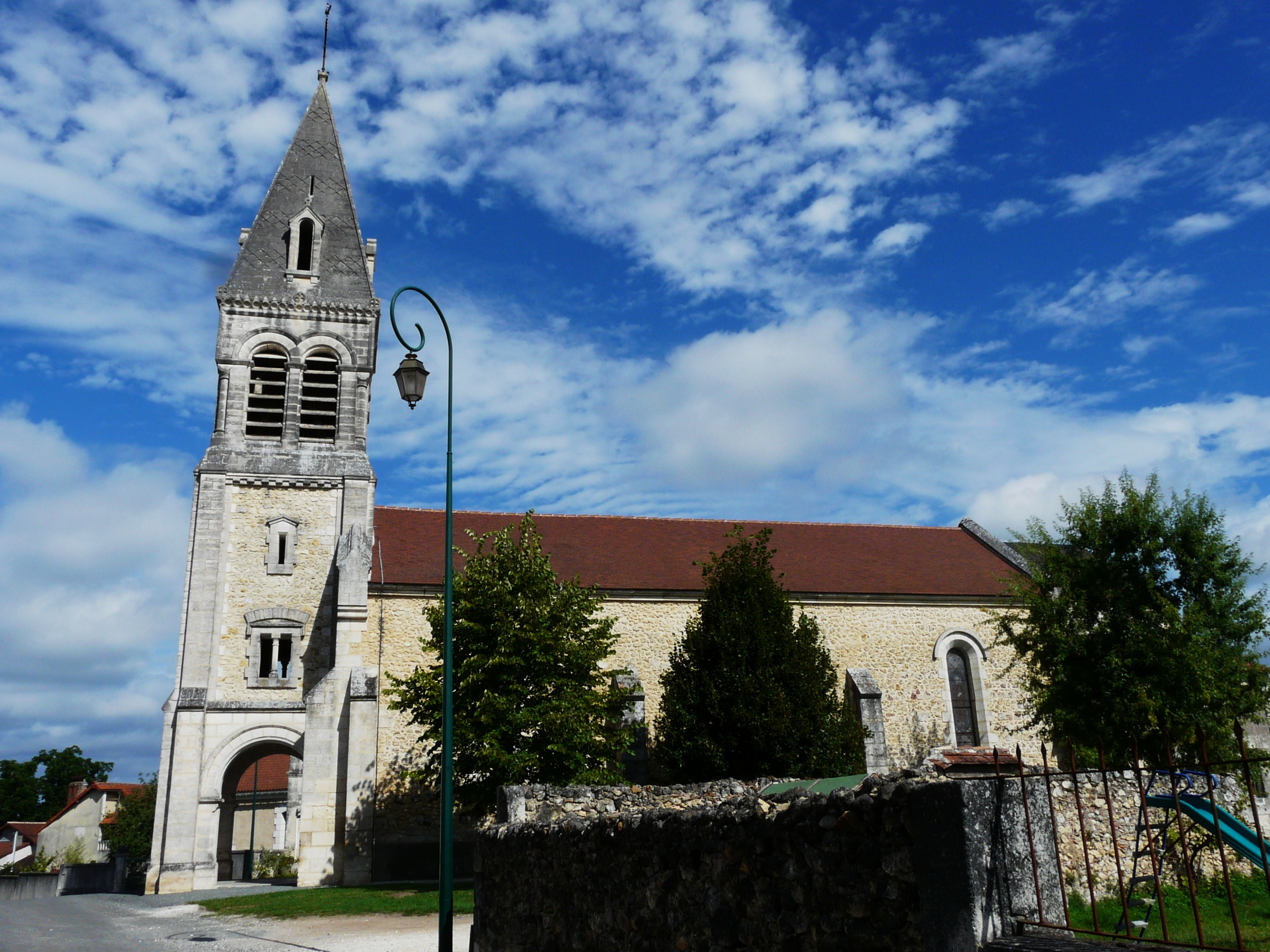
Nhà thờ Saint-Michel

## Thông tin nhân khẩu
| Năm    | 1962 | 1968 | 1975 | 1982 | 1990 | 1999 | 2004 |
| ------ | ---- | ---- | ---- | ---- | ---- | ---- | ---- |
| Dân số | 419  | 338  | 263  | 260  | 285  | 272  | 278  |